# Джони Клас
Октав Джон Клас (на английски: Johnny Claes) е бивш пилот от Формула 1.
Роден на 11 август 1916 година в Лондон, Великобритания.

## Формула 1
Джони Клас прави своя дебют във Формула 1 в Голямата награда на Великобритания през 1950 година. В световния шампионат записва 25 състезания като не успява да спечели точки, състезава се за пет различни отбора.